# Renegade Ops
Renegade Ops é um jogo de vídeo de combate de cima para baixo com elementos de RPG desenvolvido pela Avalanche Studios e publicado pela Sega para Microsoft Windows, PlayStation 3 e Xbox 360. Renegade Ops foi anunciado em 30 de março de 2011, e lançado em 13 Setembro de 2011 para PlayStation 3 e 14 de setembro de 2011 para Xbox 360. A versão Microsoft Windows do jogo foi lançado em 26 de outubro de 2011.
O trailer do gameplay foi lançado em 17 de maio de 2011.
A versão Steam do jogo inclui Gordon Freeman e o buggy que ele usa no Half Life 2 da Valve Corporation, como personagens bônus adicionais e veículo, e o Antlion, do mesmo jogo, como arma especial adicional.

## Recepção
O jogo detém atualmente um 81 e 80 para Xbox 360 e PlayStation 3 em Metacritic, respectivamente, indicando geralmente opiniões positivas.
A partir de 2011, o jogo vendeu mais de 25 000 cópias no Xbox Live Arcade.